# Heterorachis gloriola
Heterorachis gloriola är en fjärilsart som beskrevs av Thierry-mieg 1915. Heterorachis gloriola ingår i släktet Heterorachis och familjen mätare. Inga underarter finns listade i Catalogue of Life.